# Imago Museum
L'Imago Museum è un museo di arte moderna e contemporanea situato a Pescara, aperto nel febbraio 2021 e ufficialmente inaugurato il 28 settembre dello stesso anno, alla presenza del Presidente della Repubblica Sergio Mattarella.
Voluto dalla Fondazione Pescarabruzzo, fondazione di origine bancaria che rappresenta la continuazione storica della Banca Caripe, il museo è insediato nei locali dell'ex sede cittadina del Banco di Napoli, un palazzo razionalista che si sviluppa su tre livelli, acquisito dall'ente nel 2013.

## Descrizione

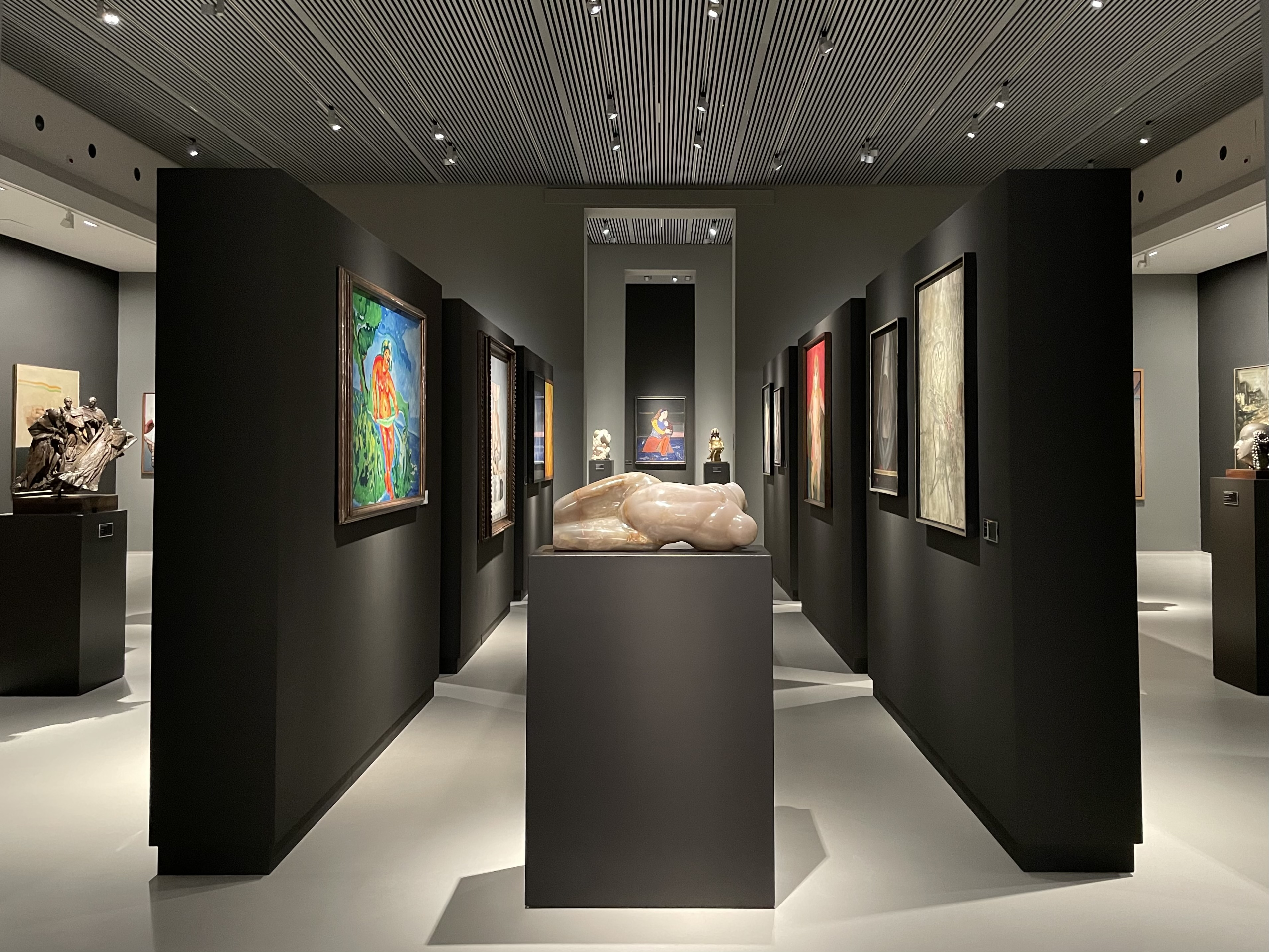
Piano B

Sviluppandosi in circa 1200 metri quadrati, il museo ha sede nel Palazzo dell'ex Banco di Napoli, uno degli edifici più rilevanti della città. Edificato nel 1933 su progetto dell'ingegnere Camillo Guerra, il Palazzo è un esempio di architettura razionalista. Impostato a pianta rettangolare, presenta sui fronti esterni archi con ghiere doppie e strombature alle finestre; la totale assenza di elementi decorativi segna un evidente segno di distacco dall'architettura liberty, al tempo prevalente in città.
In piazza Sacro Cuore, sul retro del museo, è stata installata nel maggio 2021 l'opera "Le Fanciulle" dell'artista pescarese Franco Summa, costituti da sculture urbane di circa cinque metri rappresentanti lineamenti femminili. Le due statue sono un'opera postuma, anch'esse finanziate dalla fondazione che gestisce il museo.

## Collezioni

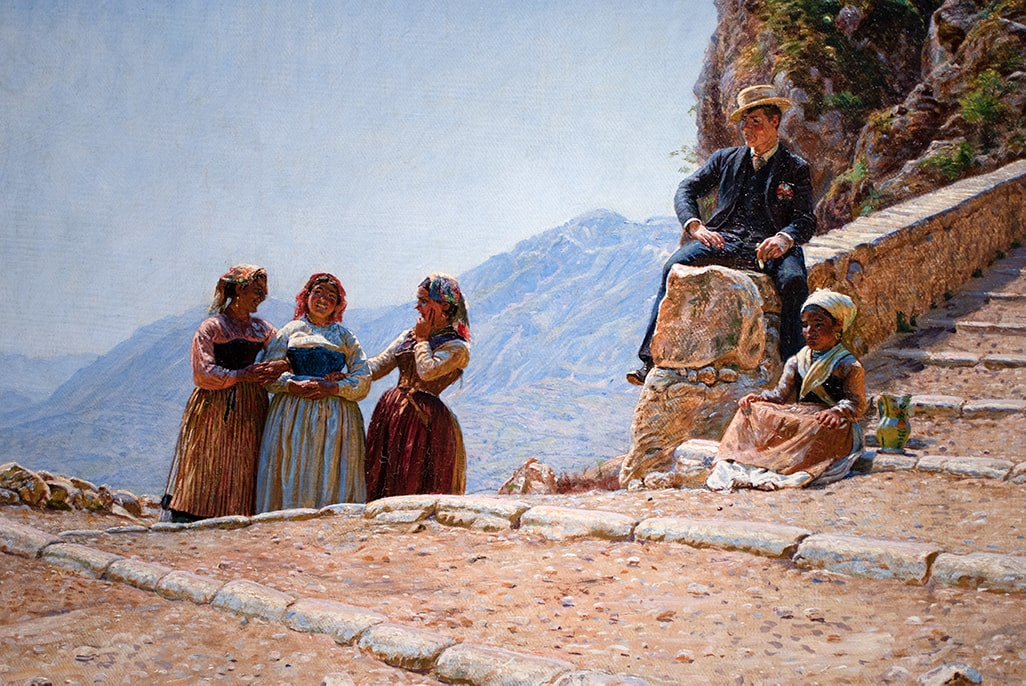
Kristian Zahrtmann, Opgang til Civita d'Antino (1889)

### Impressionisti scandinavi
La collezione, avviata nel 2010 dalla Fondazione Pescarabruzzo comprende 119 dipinti prodotti da un numeroso gruppo di artisti scandinavi riuniti nella scuola di pittura di Civita d'Antino fondata da Kristian Zahrtmann operante a cavallo tra XIX e XX secolo e divenuta negli anni una delle principali rassegne di arte danese in Italia. Ispirati dalla vita popolana, che si mostrava ai loro occhi primitiva, incorrotta e antica, ritrassero numerosi paesaggi e scene di vita paesana. Sono esposte opere di Zahrtmann, Peter Christian Skovgaard e Carl Budtz-Møller.

### Artisti figurativi del Novecento
Le 131 opere, suddivise in 100 dipinti, 20 serigrafie e 11 sculture provenienti da una donazione di Alfonso e Teresita Paglione, racchiudono una selezione di diversi ambiti dell'arte figurativa contemporanea e sono state prodotte da settantatré artisti della seconda metà del XX secolo appartenenti a numerosi e diversi gruppi e correnti stilistiche, spaziando dalla ribellione morale e politica alla dittatura fascista e dall’interpretazione retorica del classicismo degli artisti italiani all’esperienza dell’Accademia di San Fernando a Madrid, da cui matura il gruppo di artisti della Realidad Spagnola. La collezione comprende inoltre opere di artisti nordamericani come Larry Rivers, precursore della Pop art.

### Mostre temporanee

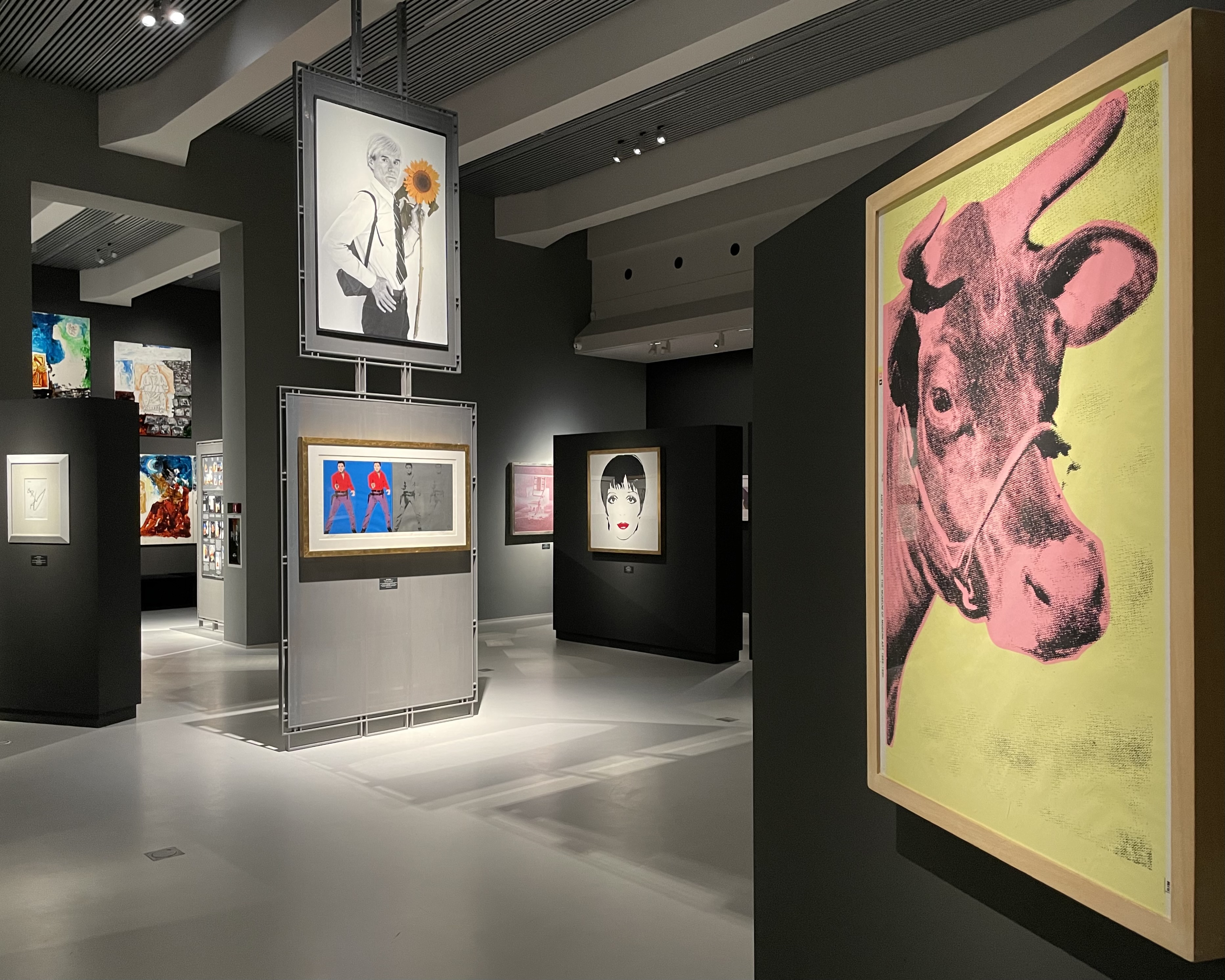
Warhol e Schifano tra Pop Art e Classicismo

La prima esposizione temporanea del museo, "Andy Warhol e Mario Schifano tra Pop Art e Classicismo", è ospitata al Piano C e comprende 101 lavori di Andy Warhol dal 1957 agli anni 1990, tra cui serigrafie, stampe, fotografie, disegni, poster, manifesti e copertine di riviste e oltre trecento lavori dell'artista italiano Mario Schifano, consistenti di fotografie, tele e carboncini, comprendenti anche il ciclo pittorico delle "Matres Matutae", l'ultimo ad essere stato realizzato dall'artista tra il 1995 e il 1996.  Nell'ambito della mostra, il ciclo è messo a confronto con le statue di epoca preromana delle Matres Matutae alle quali Schifano s'ispirò per la realizzazione dell'opera, ottenute in prestito dal Museo provinciale campano di Capua.